# Luzia Zberg
Luzia Zberg (* 18. Januar 1970 in Altdorf) ist eine ehemalige Schweizer Radrennfahrerin.
Viermal wurde Luzia Zberg zwischen 1991 und 1995 Schweizer Meisterin im Strassenrennen. 1992 startete sie bei den Olympischen Spielen in Barcelona und belegte im Strassenrennen Platz acht. 1992 wurde sie Zweite in der Gesamtwertung der Tour de Bretagne Féminin und Dritte beim Chrono des Herbiers. 1993 und 1995 wurde sie Zweite des Giro d’Italia Femminile und 1994 Dritte. 1994 gewann sie den Masters Féminin und 1995 wurde sie Zweite der Grande Boucle Féminine.
Luzia Zberg ist die ältere Schwester der Radrennfahrer Beat und Markus Zberg.